# Флаг Старобешевского района
Флаг Старобешевского района — официальный символ Старобешевского района Донецкой области, утверждённый 20 сентября 2000 года решением сессии Старобешевского районного совета. Авторы проекта флага — Евгений Малаха и Олег Киричок.

## Описание
Флаг представляет собой прямоугольное полотнище, имеющее соотношение сторон 2:3 и разделенное на две равновеликие горизонтальные полосы зелёного и пурпурного цветов. На пересечении полос расположена узкая синяя полоса с жёлтым греческим орнаментом — меандром, окаймлённым жёлтым.

## Символика
- Зелёный цвет — символ достатка и растительности края.
- Пурпур символизирует достоинство и силу.
- Лазурный пояс — символ реки Кальмиус, которая протекает через весь район.
- Орнамент — последовательность знаков культурного и исторического наследия греческого народа, основавшего первые поселения на территории района.